# ウスズミ
ウスズミ（薄墨 Cerasus serrulata ‘Nigrescens’）は、バラ科サクラ属のサトザクラ系の栽培品種。
樹形は盃状、樹高は亜高木で、一重咲きで白色の大輪の花を咲かせる。東京基準の花期は4月上旬。荒川堤で栽培されていた栽培品種で、花柄などに毛が多く苞が大きい点はシラユキに似るが、花弁や葉の形などが異なっている。
名前が似ている淡墨桜（うすずみざくら）は岐阜県本巣市の淡墨公園にある野生種のエドヒガンの個体名であり、本栽培品種とは異なる。